# Noyal-Châtillon-sur-Seiche
Noyal-Châtillon-sur-Seiche (en bretó Noal-Kastellan) és un municipi francès, situat a la regió de Bretanya, al departament d'Ille i Vilaine. L'any 2006 tenia 5.889 habitants. Limita al nord amb Rennes, a l'est amb Chantepie i Vern-sur-Seiche, al sud amb Saint-Erblon i Pont-Péan i a l'oest amb Chartres-de-Bretagne i Saint-Jacques-de-la-Lande.

## Demografia
| 1962                                       | 1968  | 1975  | 1982  | 1990  | 1999  |
| ------------------------------------------ | ----- | ----- | ----- | ----- | ----- |
| 1.857                                      | 2.147 | 2.954 | 3.168 | 4.313 | 5.635 |
| Des de 1962: població sense dobles comptes |       |       |       |       |       |

## Administració
| Període   | Identitat          | Partit        |
| --------- | ------------------ | ------------- |
| 1993-1995 | Jean-Jacques Heuzé | Divers droite |
| 1995-2001 | Franck Trouilloud  | Divers droite |
| 2001-2008 | Gilles de Bel-Air  | Divers droite |
| 2008-     | Sylvie Epaud       | PS            |